# Orodromeus
Orodromeus ("planinski trkač") bio je rod ornitopoda biljojeda koji je živio u Sjevernoj Americi tijekom kasne krede. 

## Otkriće i naziv
Ostatke Orodromeusa otkrio je Robert Makela tijekom jednog iskopavanja u okrugu Teton (Montana) u koloniji Planina jaja koja je pripadala mnogo većem srodniku, rodu Maiasaura. Tipičnoj vrsti, Orodromeus makelai, dao je ime i ukratko opisao Jack Horner i David B. Weishampel 1988. godine.
Naziv roda izveden je od grčkog ὄρος, oros, "planina", prema nalazištu Planina jaja, i od δρομεύς, dromeus, "trkač", prema prilagođenosti ove životinje trčanju. Naziv vrste dat mu je u čast preminulog Makela.
Holotipni primjerak, MOR 294, pronađen je u sloju formacije Two Medicine, koji potječe iz vremena prije oko 75 milijuna godina. Primjerak se sastoji od nepotpunog kostura s lubanjom. Paratipni primjerci su MOR 249, gnijezdo s 19 jaja, od kojih su neka sadržavala embrij; PP 22412, par zadnjih udova; MOR 331, nepotpun kostur; MOR 248, kostur s lubanjom; i MOR 403, moždana šupljina. Puni objavljeni opis još uvijek nedostaje, iako postoji neobjavljena postavka o Orodromeusu.

## Opis
Orodromeus je bio maleni dvonožni biljojed koji je vjerojatno dijelio životni prostor s dinosaurima kao što su Daspletosaurus i Einiosaurus. Horner i Weishampel procijenili su njegovu dužinu na 2,5 metra.
Orodromeusa karakteriziraju kosti očnih kapaka povezane sa stražnjim dijelom lubanje, kvrga na Os iugale, članak koji nije srastao i trokutni zubi u gornjoj i donjoj čeljusti s vertikalnim okluzijama. Na svakoj strani čeljusti postojalo je 10 do 13 zuba. U kosti prednjeg dijela čeljusti nalazilo se još 5 zuba, što je slučaj kod još nekih srodnih rodova.
Zbog naprednog razvoja kostiju i zuba kod embrija, Horner je zaključio da su mladunci bili potrkušci, za razliku od mladih Maiasaura koji su bili čučavci.

### Paleobiologija
Spekulira se da je ova životinja kopala jame slično kao i njezin srodnik Oryctodromeus, što se još može zaključiti i na temelju kostiju pronađenih u međusobnoj blizini u slučajevima kada bi one trebale biti razbacane. Nisu, međutim, pronađene nikakve strukture koje bi ukazale na to, on ipak ima neke anatomske osobine koje su bile prisutne i kod Oryctodromeusa i Zephyrosaurusa i koje se mogu shvatiti kao prilagodbe kopanju.
Histološka istraživanja dugih kostiju (onih čija je duljina veća od širine) kod raznih primjeraka Orodromeusa dala su mnoga saznanja o stopi rasta, načinu rasta i starosti kod tih životinja. Rast ovih životinja tekao je relativno sporo u odnosu na ostale dinosaure. Rasli su brže od današnjih krokodila, ali sporije od ptica. Rast odmah nakon izlijeganja bio je najveći, a brzo je tekao i u fazi mladosti - brže nego kod srodnih rodova Tenontosaurusa i Dryosaurusa. Kada bi dostigli odraslo doba, rast je bio gotovo potpuno gotov. Smatra se da je dostizao odraslo doba s 4 do 6 godina.

## Filogenija
Horner i Weishampel svrstali su rod Orodromeus porodici Hypsilophodontidae, kao najmađeg poznatog pripadnika. Danas se ta porodica smatra neprirodnom parafiletičnom grupom, pa se Orodromeus smatra primitivnim pripadnikom Euornithopoda.

## U popularnoj kulturi
Orodromeus je prikazan u trećoj epizodi TV serije Discovery Channela Dinosaur Planet u kojem živi u krdima i plijen je čoporu Troodona.

## Vanjske poveznice
- 3D prikaz (iz serije Dinosaur Planet) i informacije, pristupljeno 3. lipnja 2014.